# Empoasca picta
Empoasca picta är en insektsart som beskrevs av Henry Fairfield Osborn 1924. Empoasca picta ingår i släktet Empoasca och familjen dvärgstritar. Inga underarter finns listade i Catalogue of Life.